# Eddy Terstall
Eddy Terstall, né le 20 avril 1964 à Amsterdam, est un réalisateur, scénariste et acteur néerlandais.

## Filmographie

### Réalisateur et scénariste
- 1992 : Transit[2]
- 1995 : Walhalla[3]
- 1997 : Bastards & Bridesmaids[4]
- 1998 : Babylon[5]
- 1999 : De Boekverfilming[6]
- 2000 : Rent a Friend[7]
- 2004 : Simon
- 2005 : Restaurant
- 2005 : All Souls : co-réalisé avec Mijke de Jong, Hanro Smitsman, Nicole van Kilsdonk, Marco van Geffen, Maarten Treurniet, Tim Oliehoek, Michiel van Jaarsveld, David Lammers, Ger Beukenkamp et Rita Horst
- 2007 : Sextet[8]
- 2008 : Vox populi[9]
- 2012 : DEAL[10]
- 2015 : Meet Me in Venice[11]
- 2016 : Alberta : co-réalisé avec Erik Wünsch[12]

### Acteur
- 1998 : Siberia de Robert Jan Westdijk : le coureur[13]